# Sedlárska

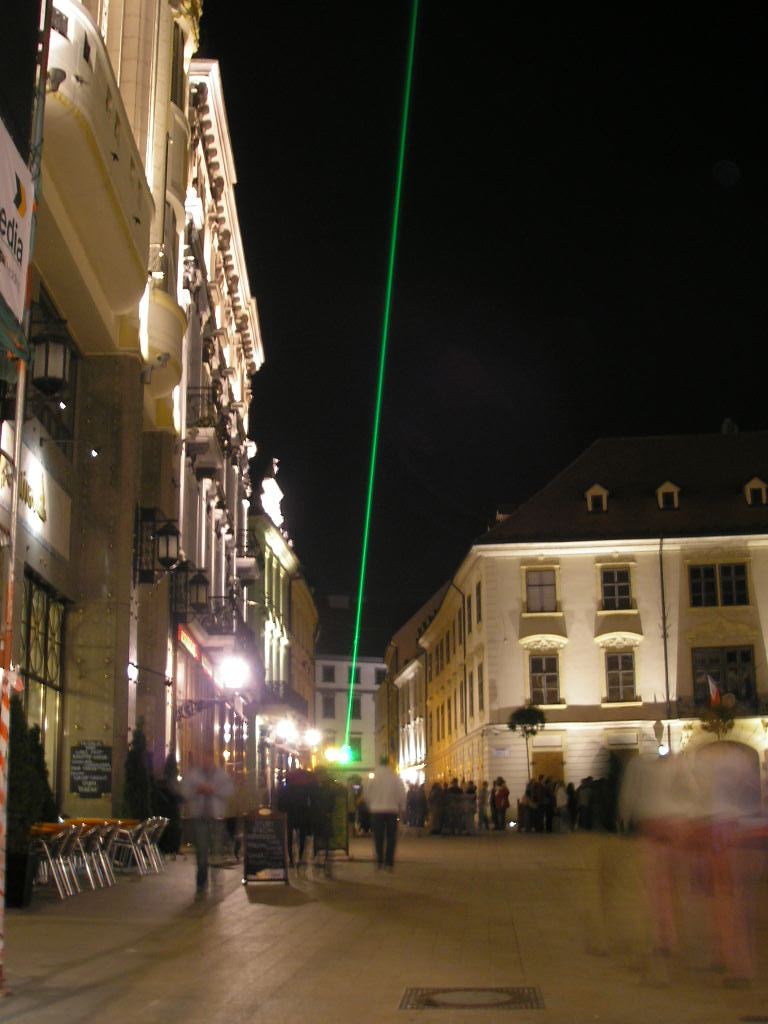
Ulica Sedlárska nocą

Sedlárska – ulica na Starym Mieście w Bratysławie, w pobliżu Hlavné námestie. Znajduje się na niej Pałac Kutscherfeldov, w którym mieści się Instytut Francuski, znany Irish Pub oraz pomnik Schöner Náciego. Na rogu Sedlárskej i Hlavné námestie znajduje się znana kawiarnia i cukiernia Kaffee Mayer.